# 準郊外

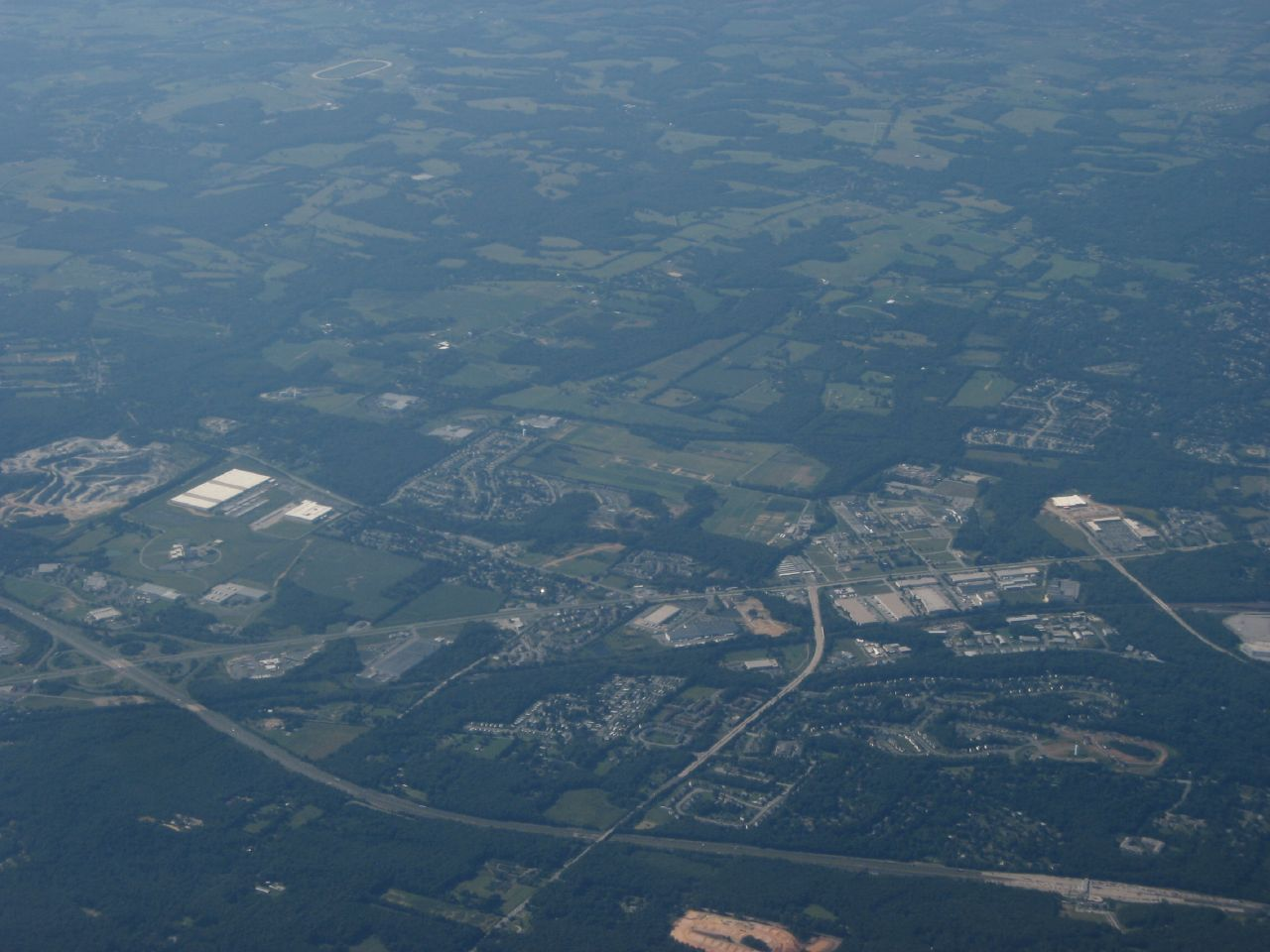
フィラデルフィア都市圏の準郊外の住宅地。

準郊外（じゅんこうがい、exurb）とは、新たな高速道路の完成により都市部の通勤圏内となった、郊外よりもさらに離れた場所に環状に広がる裕福な地域を意味する。

## 概要
準郊外はアメリカだけではなく、他の先進国でも見ることができ、カナダが有名である。
1950年代に、オーガスト・コント・スペクトロスキーが著書の中で使い始めた。
1970年代、アメリカの都市部では犯罪が蔓延し、都市の荒廃が進んだ。この状況は準郊外が形成されていく状況を後押しした。
その後、アメリカの都市部の治安は改善してきており、街が再活性化してきているのだが、それに伴って、物価が急上昇を続けており、大きな庭を求める中流階級の人々や、工場などは、郊外のさらに外へ外へと移らざるを得ない。結果、2000年代になっても準郊外は拡がりつづけている。
準郊外における経済状況や教育水準はまちまちである。準郊外地域にある高等教育機関の水準は、近くにある郊外地域にあるものと比べると見劣りする。しかし周辺の田舎町と比較すると、平均収入ははるかに高い。地域によって様々ではあるが、準郊外の中には、その近くの郊外地域よりも高い貧困率を示す地域もあれば、ワシントンD.C.準郊外のバージニア州 ラウドン郡や、ミルウォーキー準郊外のウィスコンシン州 ウォキショー郡などは、それぞれの大都市圏で最も高い水準の平均世帯収入を誇っているように、高所得の地域もある。